# Alphonse de Neuville
Alphonse-Marie-Adolphe de Neuville (Saint-Omer, Pas de Calais, 31 de maig de 1835 - París, 18 de maig 1885) va ser un pintor acadèmic francès, format amb Eugène Delacroix. Els seus temes dramàtics i intensament patriòtics il·lustraren episodis de la guerra francoprussiana, la guerra de Crimea, la guerra Anglo-Zulu i retrats de soldats. Alguns dels seus treballs es troben al museu de l'Ermitage, a Sant Petersburg, i al Metropolitan Museum of Art a Nova York.

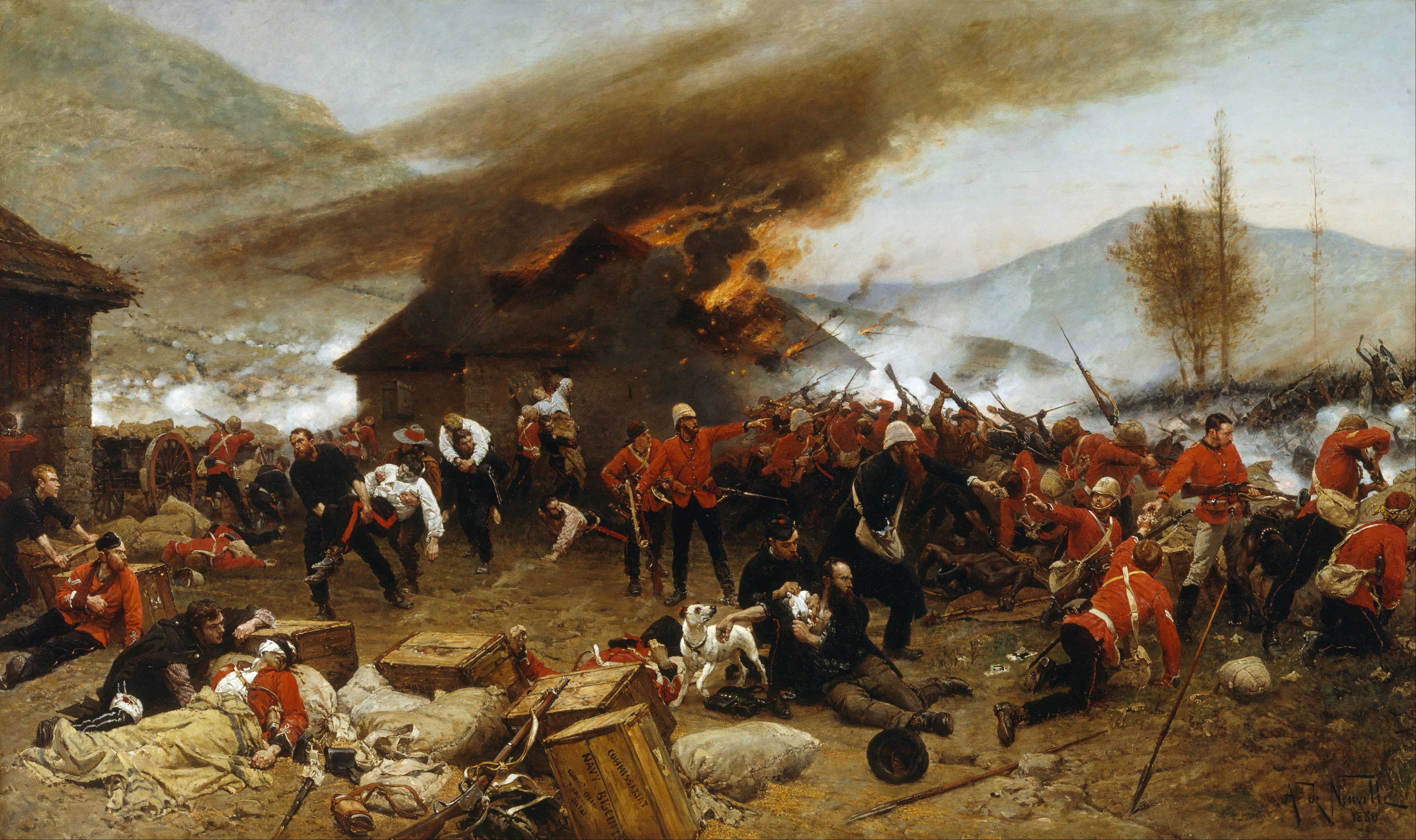
La Defensa de Rorke's Drift, obra a l'oli sobre tela d'Alphonse-Marie-Adolphe de Neuville, 1880. Art Gallery of New South Wales. Un fet ocurregut el 22 de gener de 1879, a la guerra Anglo-Zulu.

Va néixer dins una família rica de Saint-Omer, Pas de Calais. Després de l'escola, va obtenir el bachelier ès-lettres. Malgrat l'oposició de la seva família, va ingressar a l'escola naval a An Oriant on, el 1856, se li varen manifestar els seus primers instints artístics.
Després d'haver estat descoratjat per uns quants pintors de reputació, va ser admès per treballar a l'estudi de François-Edouard Picot. No va romandre-hi gaire temps, es va posar a treballar pel seu compte i va fer el seu primer quadre, El Cinquè Batalló de Casadors de la Bateria Gervais (Malakoff). El 1860 Neuville va pintar un Episodi de la presa de Nàpols per Garibaldi, per al Club dels Artistes del carrer Provence, i va presentar La Guarda de Casadors a les Trinxeres del Mamelon Vert, al Saló de París de 1861.
Va participar en la il·lustració de les edicions d'Hetzel de Vint mil llegües de viatge submarí. També il·lustrava La volta al món i la Història de França de Guizot. Alhora pintava alguns quadres notables: L'Atac als carrers de Magenta per Zouaves i la Cavalleria Lleugera (1864), Un Sentinella Zouave (1865), La Batalla de Sant Llorenç (1867), i Cavalleria descavalcada travessant el Tchernaia (1869). En aquestes obres mostrava una visió peculiar de la vida militar, però no arribaria a la seva plena capacitat fins després de la Guerra francoprussiana. Aleshores va passar a descriure en els seus treballs els episodis d'aquella guerra, començant per Bivouac davant de Le Bourget (1872). La seva fama s'estengué ràpidament, i va augmentar arran de Els Últims Cartutxos (1873), que rememorava un episodi de la Divisió Blava de la infanteria de marina francesa, en el qual és fàcil de destriar la gran diferència entre el tractament convencional dels temes militars —tal com va fer Horaci Vernet— i la d'un home que havia viscut la vida que pintava.
El 1874 l'obra Lluita en un Ferrocarril també va ser molt reconeguda i va estar seguida per Atac contra una casa a Villersexel (1875) i per Pont ferroviari a Styring (1877). El 1878 el pintor exposava a Le Bourget (no a la Gran Exposició), el Sorpresa a l'alba, El correu interceptat, i un nombre considerable de dibuixos. També va exposar a Londres alguns episodis de la guerra Anglo-Zulu. Cinquanta mil persones varen pagar per veure la seva interpretació de la batalla de Rorke's Drift, a la seva obra La defensa de Rorke's Drift (1880), que va ser adquirida per una important quantitat per la Galeria d'Art de Nova Gal·les del Sud a Sydney.
El 1881 va obtenir la Legió d'Honor per El cementiri de Saint-Privat i El correu i els Huns a la batalla de Chalon. Durant aquests anys, Neuville va treballar amb Édouard Detaille en un important —encara que menys artístic— treball, anomenat El panorama de Rézonville. Neuville va morir a París el 18 de maig de 1885. A la venda dels seus treballs, l'estat va comprar, per al Palais du Luxemburg, el Bourget i l'Atac contra una casa tancada amb barricades, amb les aquarel·les El Parlament, i un dibuix d'un Turco en la batalla de Trim.

## Bibliografia

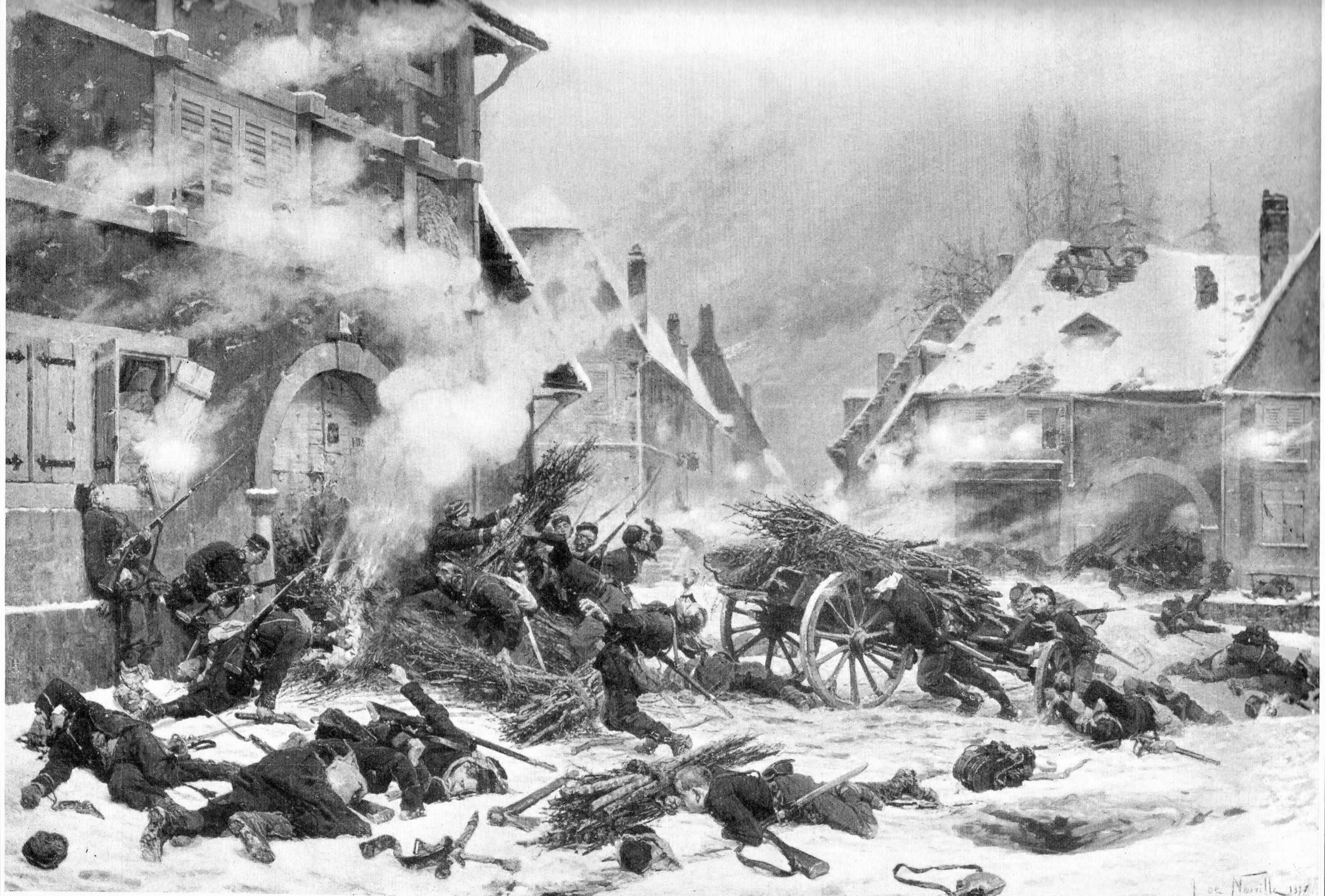
Batalle de Villersexel